# Тирна (Загорє-об-Саві)
Тирна (словен. Tirna) — поселення в общині Загорє-об-Саві, Засавський регіон, Словенія. Висота над рівнем моря: 599,6 м.